# Коньково (Балезінський район)
Конько́во (Хом'яки, рос. Коньково) — присілок в Балезінському районі Удмуртії, Росія.

## Населення
Населення — 3 особи (2010; 10 в 2002).
Національний склад станом на 2002 рік:
- росіяни — 80 %